# Might and Magic II: Gates to Another World
Might and Magic II: Gates to Another World (zkratkou M&M II) je RPG počítačová hra ze série Might and Magic navazující na první díl. Kromě úprav programu nepřinášela nic nového. Hráči zde opět našli Coraka a Sheltema, tentokrát ale v úplně jiné biosféře (ale na stejné vesmírné stanici), nazývající se CRON (Central Reasearch Observation Nacelle).